# Želimir Koščević
Želimir Koščević (Zagreb, 1939.), hrvatski povjesničar umjetnosti, likovni kritičar, galerist, muzeolog, sudski vještak i kustos

## Životopis
Rođen u Zagrebu.  U rodnom je gradu diplomirao povijest umjetnosti i etnologiju na Filozofskom fakultetu u Zagrebu. Jednu je godinu radio u Muzeju za umjetnost i obrt u Zagrebu, zatim je vodio Galeriju Studentskog centra, u njezinom najznačajnijem razdoblju. Aktivno je stvarao sa zapadnim umjetničkim trendovima sukladnu hrvatsku umjetničku pozornicu sa Zagrebom, koja je bila poprište jedne od najživljih umjetničkih pozornica u Europi. Promicao je ambijentalna i grafička istraživanja, konceptualnu umjetnost i međunarodnu suradnju, putem okupljanja umjetnika, izložba i tekstova. Od 1980. radio je kao viši kustos i muzejski savjetnik Galerijama grada Zagreba, današnjem danas Muzeju suvremene umjetnosti. Na Filozofskom fakultetu u Zagrebu predavao je muzeologiju. Od 1983. je sudski vještak za umjetnost 20. stoljeća. Početkom 1990-ih je u Leksikografskom zavodu urednik za umjetnost 20. stoljeća, na projektu Enciklopedija hrvatske likovne umjetnosti. Istodobno je bio savjetnikom Bijenala u Sao Paolu te suradnik na projektu izložbe Europa-Europa u Bonnu i član užeg tima za izložbu suvremene umjetnosti u Solunu 2004. Osnivač je i voditelj Fotogalerije Lang u Samoboru. Aktivni sudionik na brojnim znanstvenim i stručnim skupovima diljem svijeta. Umirovio se 2004., ali i dalje vodi Fotogaleriju Lang, čime decentralizira scenu suvremene umjetnosti i lokalnoj zajednici pruža jedinstven uvid u modernu i suvremenu fotografiju, a radi i na promociji hrvatske fotografije u inozemstvu.

## Djela
Petnaestak petnaestak knjiga i monografija o modernoj i suvremenoj umjetnosti, više od 600 studija, kritika i članaka u zemlji i inozemstvu. Autor je više od 40 izložbenih projekata i izložaba. Brojni su mu tekstovi sabrani u zborniku Kritike, predgovori, razgovori 2012., kojim je obilježeno pola stoljeća njegova rada.
Želimir Koščević je jednim od osnivača zagrebačkog društva za znanstvenu fantastiku SFera te jedan od organizatora SF sajmova sedamdesetih godina 20. stoljeća, koji predstavljaju začetak konvencije SFeraKon.

## Nagrade
2019. gidube Hrvatska sekcija Međunarodnog udruženja likovnih kritičara HS AICA dodijelila mu je godišnju nagradu i nagradu za sveukupno životno djelo.